# Svobodná indická legie

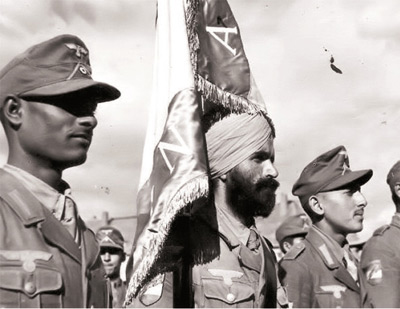
Vojáci Indické legie kolem roku 1943 v Berlíně

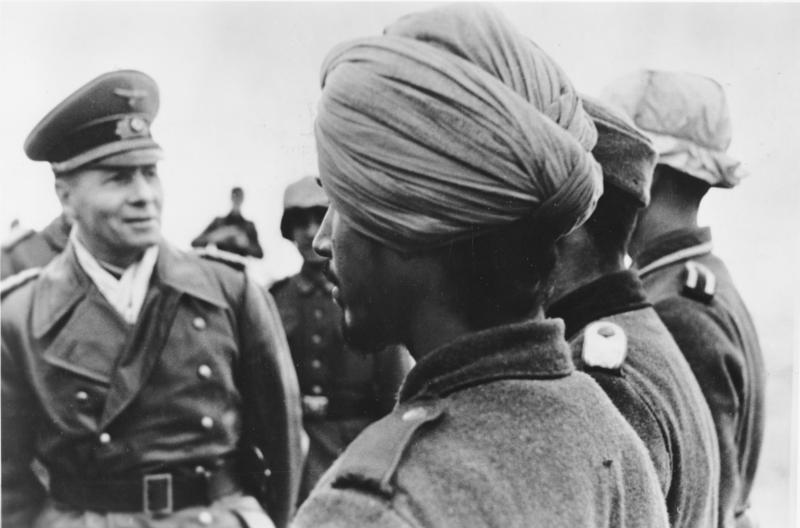
Polní maršál Erwin Rommel koná přehlídku jednotky Indické legie u Atlantického valu, Francie 10. února 1944

Svobodná indická legie (německy Legion Freies Indien, nebo krátce Indická legie, Indische Legion nebo 950. (indický) pěší pluk, Infanterie-Regiment 950 (indisches)), byla během druhé světové války vojenská jednotka a součást Wehrmachtu a později od srpna 1944 Waffen-SS. Byla zamýšlena pro boj v Brity ovládané Indii. Jejími členy byli indičtí váleční zajatci a emigranti v Evropě. Díky svému původu v Indickém hnutí za nezávislost byla taktéž známá jako Tygří Legie anebo Azad Hind Fauj. Jako součástí Waffen-SS byla známá jako Indická dobrovolnická legie Waffen-SS (německy: Indische Freiwilligen Legion der Waffen-SS)
Indický vůdce nezávislosti Subháš Čandra Bós zahájil formování legie jako součástí jeho snahy o získání Indické nezávislosti pomocí války proti Velké Británii. Když přijel do Berlína v roce 1941 hledat německou pomoc, rekruty byli dobrovolníci z řad indických studentů v Německu a hrst indických válečných zajatců, kteří byli zajati během severoafrického tažení. Teprve později legie přilákala větší množství indických zajatců.
Přesto, že byla legie původně zamýšlena pouze jako útočná skupina, která by pomohla německé invazi na západní hranice Britské Indie, pouze malá část mužstva byla využita ke svému původnímu účelu. Malá část mužstva, včetně skoro všech důstojníků, byla přidělena k Indické národní armádě v Jihovýchodní Asii. Drtivá většina mužstva byla umístěna v Evropě, a to za frontou v Nizozemí a ve Francii, dokud Spojenci nezahájili operaci Overlord. Indové se pak zúčastnili vojenských operací během ústupu před jednotkami Spojenců. Bojovali tak hlavně proti francouzskému hnutí odporu (Résistance). Jedna rota byla v roce 1944 poslána do Itálie, kde se účastnila bojových akcí proti britským a polským jednotkám a proti partizánům.
Když se v roce 1945 nacistické Německo vzdalo, zbývající muži Indické legie se snažili utéct do neutrálního Švýcarska přes Alpy. Ovšem to se jim nepovedlo a byli zajati americkými a francouzskými oddíly. Po válce byli odeslání zpět do Indie, kde se zodpovídali z vlastizrady, ovšem soudy členů Indické legie nebyly nikdy dokončeny.